# Грамбов (Шверин)
Грамбов (нем. Grambow) — община в Германии, в земле Мекленбург-Передняя Померания.
Входит в состав района Северо-Западный Мекленбург. Подчиняется управлению Лютцов-Любсторф. Население составляет 668 человек (на 31 декабря 2010 года). Занимает площадь 19,80 км².